# Fergana oreophila
Fergana oreophila är en fjärilsart som beskrevs av Otto Staudinger 1892. Fergana oreophila ingår i släktet Fergana och familjen nattflyn. Inga underarter finns listade i Catalogue of Life.